# Arxiu Comarcal de la Ribera d'Ebre
L'Arxiu Comarcal de la Ribera d'Ebre (ACRE), creat l'1 d'octubre de 2004, és un equipament arxivístic que possibilita l'aplicació dels principis de provinença i territorialitat en el tractament i l'accés als documents de la Ribera d'Ebre.

## Edifici
L'Arxiu és un edifici de nova planta que va ser construït en un solar titularitat de l'Ajuntament de Móra d'Ebre de més de 1000m2. Exteriorment es planteja com un únic volum en cantonada que es segrega en dues volumetries a les quals s'accedeix per un pati interior que creen els murs pantalla i el mateix edifici.
L'Arxiu es va inaugurar el 24 d'abril de 2007. Està adscrit al Departament de Cultura i forma part de la Xarxa d'Arxius Comarcals. La seva gestió correspon, conjuntament, a l'Ajuntament de Móra d'Ebre i el Consell Comarcal de la Ribera d'Ebre.

## Funció
La missió principal del centre és conservar i gestionar els fons de les administracions públiques, institucions o particulars de la Ribera d'Ebre. La gestió i conservació de la documentació es complementa amb la no menys important tasca de difondre aquest patrimoni documental i de posar-lo a l'abast dels ciutadans de la comarca.
L'ACRE gestiona 74 fons documentals, que sumen un volum aproximat de 1.052,2 metres lineals. Hi destaquen els fons de l'Administració Local (Ajuntament de Móra d'Ebre, la Torre de l'Espanyol, Benissanet, Tivissa, Rasquera, Ginestar, Vinebre, Ascó i la Palma d'Ebre). L'ACRE també gestiona importants fons documentals de titularitat privada.

## Documents destacats

### Text de la Torre de l'Espanyol

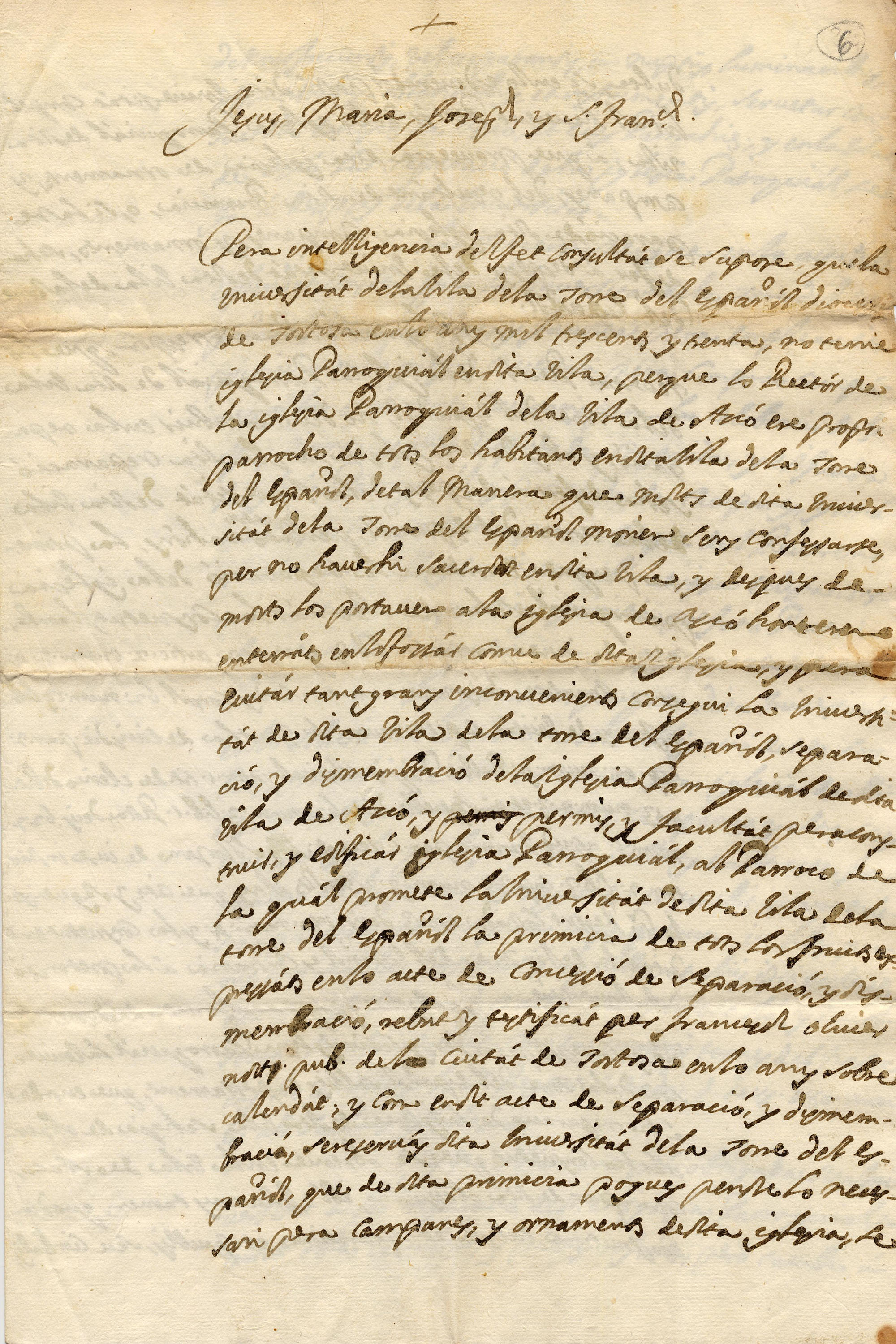
El document pertany al fons documental de l'Ajuntament de la Torre de l'Espanyol i es redactà l'any 1701 per a deixar constància d'un fet del 1330.

El document pertany al fons documental de l'Ajuntament de la Torre de l'Espanyol i es redactà el 7 d'octubre de l'any 1701. En ell s'hi resumeix el procés que seguí la Universitat de la Torre l'any 1330 per tal de construir una església pròpia, la qual va permetre que els habitants del municipi s'estalviessin el dificultós desplaçament a la d'Ascó, especialment en èpoques de fortes crescudes del riu Ebre.

### Proclama per les eleccions del 1931
Proclama on, en dates properes a les eleccions generals del 12 d'abril de 1931, els habitants de la Serra d'Almos, població agregada al municipi de Tivissa, fan una crida als electors perquè votin en els propers comicis amb un doble objectiu: aconseguir la república i l'autonomia respecte del municipi de Tivissa. La Serra d'Almos aconseguiria la seva autonomia uns quants anys més tard, concretament al setembre del 1936, tot i que per poc temps, ja que el Governador Civil n'extingí la seva categoria durant el 1939.

### Mecanoscrit de l'Exiliada
L'Exiliada és, sense cap mena de dubte, una de les obres cabdals d'Artur Bladé i Desumvila i representa un testimoni colpidor sobre un aspecte de la pitjor tragèdia viscuda a la Catalunya del segle XX: el final de la Guerra Civil i l'exili català a França. Fou editada l'any 1976 amb el subtítol de Dietari de l'Exili, 1939-1940, i així hem d'entendre-la, car és una narració que, a partir de les vivències personals de l'autor, ens permet aprofundir en les vicissituds viscudes per personatges claus del món de la cultura catalana del segle xx, com ara Antoni Rovira i Virgili, Francesc Pujols o Pompeu Fabra, als quals, arran de les converses mantingudes en l'exili compartit, Bladé i Desumvila acabarà dedicant 3 biografies.

### Postal del mercat

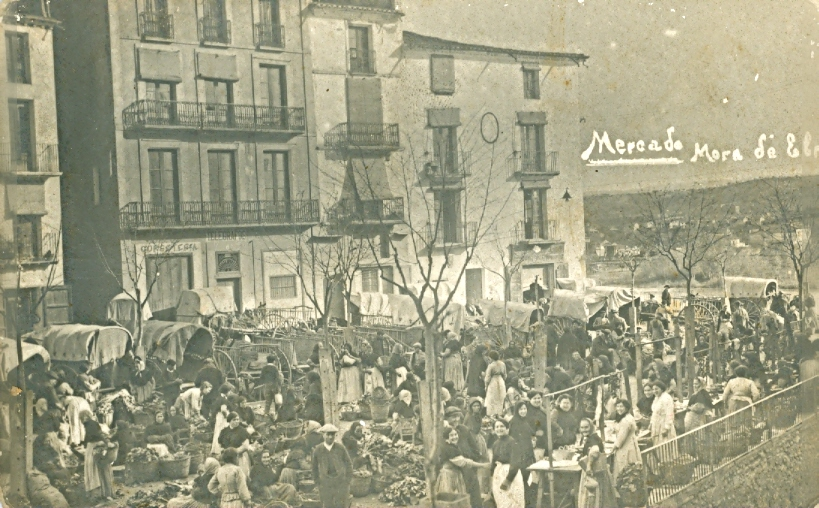
Postal d'inicis del SXX del mercat de Móra d'Ebre, ubicat a l'actual Plaça de Baix de la població.

Postal d'inicis del SXX del mercat de Móra d'Ebre, ubicat a l'actual Plaça de Baix de la població. Forma part de la col·lecció de fotografies de l'ACRE. A través de la imatge podem constatar la important activitat comercial de Móra d'Ebre a l'època en qüestió, ja que actuava com a centre d'atracció de visitants, especialment els dies de mercat, dels diversos pobles de la Ribera d'Ebre i comarques veïnes. L'activitat comercial, ressenyada en l'anterior paràgraf, es veia reforçada per l'important tràfic fluvial que es desenvolupava durant el període al voltant del riu Ebre, que era l'autèntic centre neuràlgic del tràfic comercial amb els territoris veins.

### Programa de la Festa Major de 1942
El document pertany a la col·lecció de programes de Festa Major de l'ACRE. A la contraportada podem veure una imatge de la construcció del nou pont sobre l'Ebre que uneix Móra d'Ebre i Móra la Nova, el qual substitueix el que fou destruït durant la Guerra Civil.